# Palazzo Baronale (Prossedi)
Il Palazzo Ducale, o Palazzo Gabrielli - Del Gallo, si trova a Prossedi, in provincia di Latina nel Lazio.

## Descrizione
Il Palazzo Ducale di Prossedi, o Palazzo Gabrielli-Del Gallo, domina con le sue dimensioni la Piazza Umberto I. Sulla sua storia si hanno poche notizie.
Fu restaurato e abbellito tra la fine del Settecento e gli inizi del secolo successivo dall'architetto Francesco Rust (1743-1817), su incarico di Pietro Gabrielli, II principe di Prossedi.